# Uruñuela
Uruñuela é um município da Espanha na província e comunidade autónoma de La Rioja, de área 10,51 km² com população de 857 habitantes (2007) e densidade populacional de 74,02 hab/km².

## Demografia
| Variação demográfica do município entre 1991 e 2004 | Variação demográfica do município entre 1991 e 2004 | Variação demográfica do município entre 1991 e 2004 | Variação demográfica do município entre 1991 e 2004 |
| --------------------------------------------------- | --------------------------------------------------- | --------------------------------------------------- | --------------------------------------------------- |
| 1991                                                | 1996                                                | 2001                                                | 2004                                                |
| 729                                                 | 753                                                 | 781                                                 | 778                                                 |